# Roberto González de Mendoza y de la Torre
Roberto González de Mendoza y de la Torre (* 26. Dezember 1905 in Havanna; † 1996) war ein kubanischer Rechtsanwalt und Botschafter.

## Leben
Roberto González de Mendoza y de la Torre war der Sohn von Mariana de la Torre y Sánchez-Griñán (* 1875) und Ramón González de Mendoza y Pedroso (* 6. Februar 1871).
De la Torre studierte Rechtswissenschaft und übte den Beruf des Rechtsanwaltes aus. Im Jahr 1935 wurde er in London zum Gesandtschaftssekretär erster Klasse befördert und war als solcher von 1938 bis 1940 in Washington, D.C. tätig. 1944 wurde er zunächst in die Personalabteilung in Havanna beordert und ab 1947 als außerordentlicher Gesandter und Ministre plénipotentiaire sowohl in Nanking als auch in Brüssel eingesetzt. Vom 19. Dezember 1950 bis 1959 war er schließlich Ambassador to the Court of St James’s in London.